# Schweineproduktion

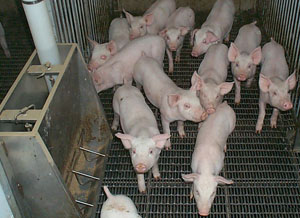
Ferkel in einem Flachdeckabteil

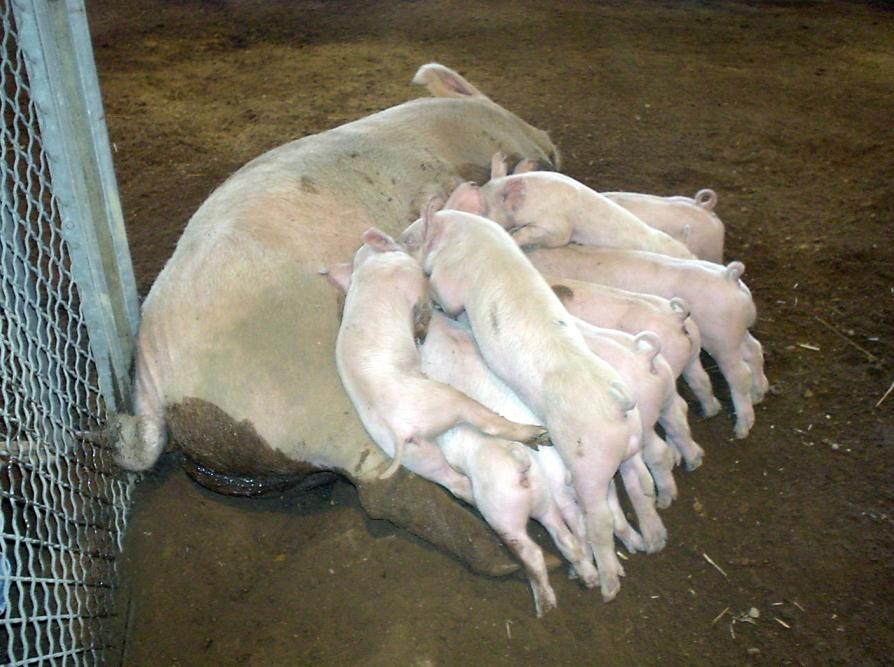
Sau beim Säugen ihrer Ferkel

Die Schweineproduktion (auch Schweinemast) umfasst die Systeme der Produktion von Erzeugnissen von Schweinen. Das Haupterzeugnis ist Schweinefleisch, das häufigste Nutztier ist das Hausschwein.

## Produktion (global und EU)
| Rang | Land                | Produktion 2007 (in Tsd. t) | Anteil 2007 % | Produktion 2011 (in Tsd. t) | Anteil 2011 % |
| ---- | ------------------- | --------------------------- | ------------- | --------------------------- | ------------- |
| 1    | Volksrepublik China | 43.951                      | 44,3          | 50.232                      | 46,1          |
| 2    | Vereinigte Staaten  | 9.953                       | 10,0          | 10.333                      | 9,5           |
| 3    | Deutschland         | 4.985                       | 5,0           | 5.598                       | 5,2           |
| 4    | Spanien             | 3.544                       | 3,6           | 3.469                       | 3,2           |
| 5    | Brasilien           | 2.480                       | 2,5           | 3.258                       | 3,0           |
| 6    | Vietnam             | 2.553                       | 2,6           | 3.040                       | 2,8           |
| 7    | Russland            | 1.873                       | 1,9           | 2.400                       | 2,2           |
| 8    | Frankreich          | 2.281                       | 2,3           | 1.998                       | 1,8           |
| 9    | Kanada              | 1.894                       | 1,9           | 1.923                       | 1,8           |
| 10   | Polen               | 2.151                       | 2,2           | 1.811                       | 1,7           |

Im Jahr 2007 wurden weltweit 99.211.931 Tonnen und 2011 insgesamt 108.951.000 Tonnen Schweinefleisch produziert. Die größten Produzenten sind China, die USA und Deutschland.
In der EU wurden 2011 insgesamt 148.548.000 Schweine gemästet. Davon wurden 18,3 % in Deutschland, 17,1 % in Spanien, 9,3 % in Frankreich, 8,8 % in den Niederlanden, 8,7 % in Polen und 8,3 % in Dänemark gehalten.
2017 waren es ungefähr 150 Millionen Schweine, die EU-weit gemästet wurden. Davon wurden 30 Mio. in Spanien, 27,6 Mio. in Deutschland, 13,1 Mio. in Frankreich, 12,8 Mio. in Dänemark, 12,3 Mio. in den Niederlanden und 11,9 Mio. in Polen gehalten.

## Genetik

### Rasseschweine
Mehrere Hundert Rassen stehen zur Verfügung, von denen jedoch nur wenige einen großen Anteil an der Produktion haben. Diese weltweit eingesetzten Rassen wurden im frühen 20. Jahrhundert in Westeuropa und Nordamerika gezüchtet. In der Schweineproduktion werden vor allem Kreuzungen verschiedener Zuchtlinien innerhalb einer Rasse und Kreuzungen verschiedener Rassen eingesetzt. Reinerbige Rassen werden weniger häufig genutzt und verlieren ihre Bedeutung zugunsten von Hybriden. Das Large White oder Yorkshire-Schwein bietet sehr hohe Tageszunahmen, sehr gute Wurfgrößen (11–13) und sehr fettarmes Fleisch und ist daher die verbreitetste Rasse. In den USA und vielen europäischen Ländern sind Landrassen etabliert, deren bekannteste Vertreter die Dänische Landrasse und die Deutsche Landrasse sind. Das dunkler pigmentierte Duroc-Schwein ist in den USA so stark verbreitet wie das Large White und gewinnt in Europa auch zunehmend an Bedeutung. Das Hampshire-Schwein ist schwarz mit einem weißen Gürtel und weniger für seine Wurfgrößen als für seine Fleischleistung bekannt. Das schwarz-weiß gescheckte Pietrain-Schwein war früher relativ nervös und tendierte zu PSE-Fleisch. Durch die Umzüchtung auf die „NN-Stressresistenz“ hat es heute wegen seiner ausgezeichneten Bemuskelung eine große Bedeutung als Vaterrasse für Mastschweine.
Während die nach Australien, Neuseeland, Südamerika, Südostasien und Japan exportierten und bereits in ihrer genetischen Diversität erheblich reduzierten europäischen und nordamerikanischen Rassen vor allem auf hohe Reproduktionsraten, Tageszunahmen und geringen Fettanteil angelegt sind, gibt es in anderen Teilen der Welt noch viele züchterisch weniger stark bearbeitete Rassen, die weniger fettarm und langsamer wachsend sind. Sie sind zusammengenommen genetisch diverser und haben damit neben ihrer Funktion der Ernährung immer noch großer Teile der Bevölkerung eine Bedeutung als Genpool für zukünftige Züchtungsprogramme.

### Hybridschweine
90 % aller Schweine stammen heute aus der Hybridzucht. Die Hybridzucht unterscheidet vier Stufenː
Es gibt die Basiszucht (Inzuchtlinie), die Vermehrungszucht (Großelternbetriebe), die Ferkelerzeugung (Elternbetriebe) und die Ferkelmast. In den Großelternbetrieben werden die reinerbigen Mutter- und Vaterlinien aus der Basiszucht gekreuzt. In den Elternbetrieben finden nur die Jungsauen aus den Großelternbetrieben Verwendung, da diese dann mit Sperma von Kreuzungsebern besamt werden. Die hieraus hervorgehenden Ferkel sind dann die eigentlichen Hybridschweine für die Mast (oder auch Mastschweine genannt). Die Hybridferkel werden ausschließlich für die Mast eingesetzt. Sie eignen sich nicht zur Weiterzucht, da sich in den folgenden Generationen die gewünschten Eigenschaften wieder verlieren würden. Die Hybridzucht hat dazu geführt, dass zahlreiche Schweinerassen heute bereits ausgestorben oder aber stark gefährdet sind. Die Deutsche Landrasse ist die mittlerweile wichtigste Mutterrasse in Deutschland. Reinerbige Zuchtlinien dieser Rasse bilden eine Grundlage für die Hybridzuchtprogramme. Der Begriff Hybridzucht beschreibt das Verfahren in der Schweinezucht allerdings eher unscharf. Im engeren Sinn ist damit eine Mehrrassenkreuzung umschrieben. Inzuchtprodukte mit einer ausreichend hohen Homozygotie zu erzeugen wäre sowohl zeitlich als auch finanziell ein zu hoher Aufwand, da vorher nicht absehbar ist, ob die Kreuzungsprodukte entsprechend höhere Leistung bringen würden.
Die Muttersauen werden nach ihren genetischen Gesundheits-, Zunahme- und Fleischqualitätseigenschaften ausgewählt. Besamungseber versorgen mit qualitativ hochwertigen Spermien jeweils bis zu mehrere hundert Sauen.
Zu den Anbietern von Schweinegenetik für die Hybridzucht und Jungsauen für die Mast gehören die Unternehmen German Genetic/SZV, PIC, TOPIGS, BHZP GmbH, Hülsenberger Zuchtschweine GmbH, Hypor NWE und weitere Unternehmen aus Ländern wie Dänemark oder Kanada.
Ein zukünftiges Zuchtziel sind Schweine ohne Ebergeruch, womit Kastrationen überflüssig würden. Auch kann zum Beispiel das Geschlecht durch die CRISPR/Cas-Methode beeinflusst werden.

### Hybridzuchtschweine
Ein Hybridschwein, das in einem Zuchtregister eingetragen ist, wird als Hybridzuchtschwein bezeichnet. Dieser rechtliche Begriff geht jedoch darüber hinaus und umfasst Rassen, Linien oder Kreuzungen. Daher handelt es sich nicht nur um „Hybride“ im üblichen Wortsinn (Erwägungsgrund 37 und Art. 2 Nr. 10 der Verordnung (EU) 2016/1012).

## Haltung

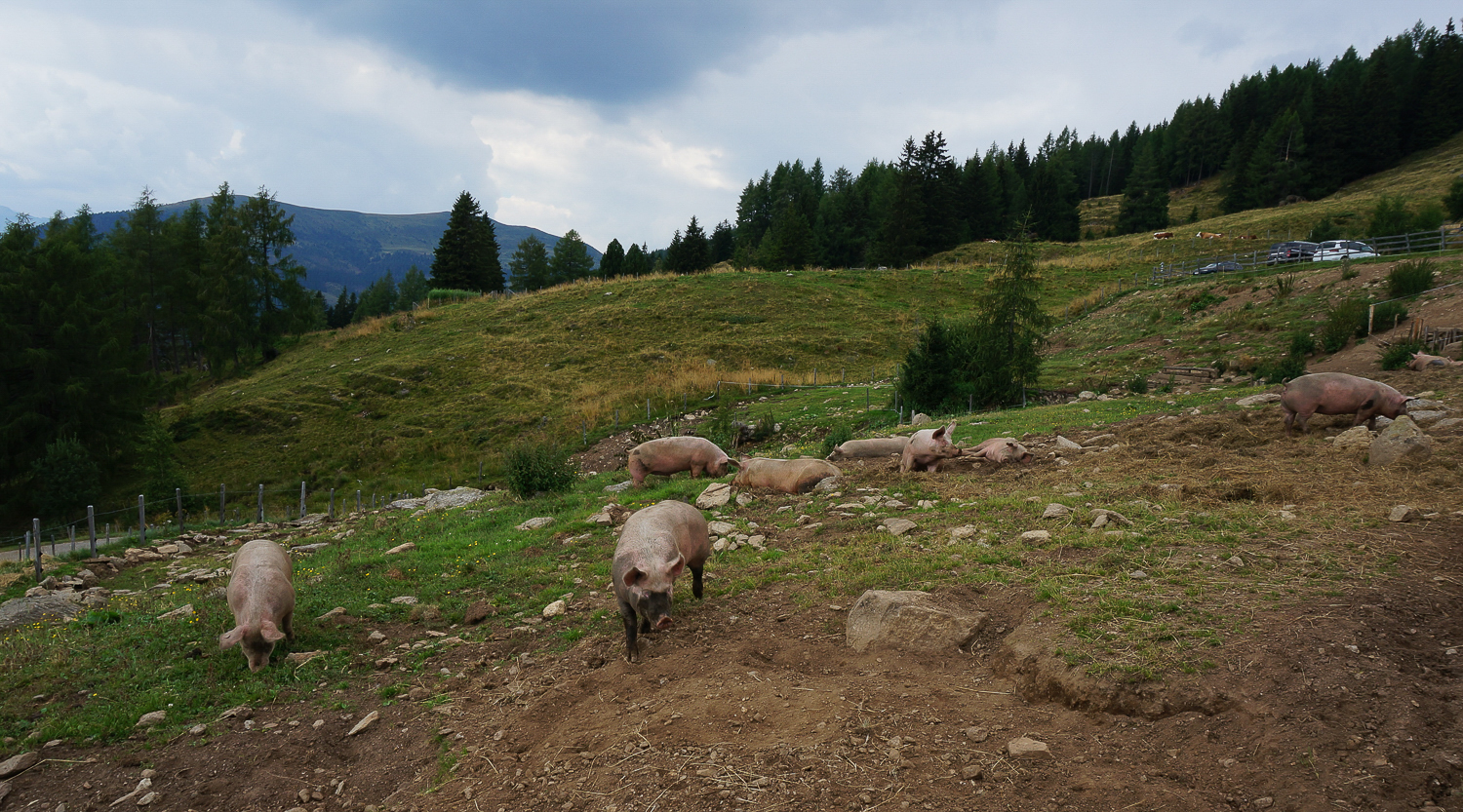
Freilandhaltung auf der Millstätter Alpe in Kärnten

Ein beispielhaft 305 Tage dauernder Produktionszyklus, den gewöhnlich mehrere hundert Tiere parallel durchlaufen, beginnt mit der Empfängnis und endet mit dem Abtransport zur Schlachtung. Auf eine Trächtigkeitsperiode von 115 Tagen folgt eine 3- bis 4-wöchige Säugezeit, dann eine 6- bis 7-wöchige Aufzucht und schließlich eine 18-wöchige Mast. Diese Produktionsschritte finden entweder alle innerhalb eines Betriebs statt (geschlossenes System) oder sind auf mehrere spezialisierte Betriebe aufgeteilt. Beim geschlossenen System verzichten die Betriebe auf jeden Zukauf von Tieren und nehmen am Züchtungsfortschritt nur über das Ebersperma teil. Mit der vermehrten Verwendung von Hybriden ist die Züchtungsstufe jedoch häufig in spezialisierte Betrieben ausgelagert, auch die Ferkelerzeugung wird manchmal von der Mast getrennt.

### Freilandhaltung
In der alternativen Freilandhaltung werden ca. 15 Sauen/Hektar ebener Fläche gehalten. Als Witterungsschutz werden umsetzbare Blech- oder Holzhütten mit Einstreu verwendet. Nach einem Jahr Schweinehaltung sollte die Fläche pflanzenbaulich genutzt werden. Diese artgerechte Haltung ermöglicht hohe Tierleistungen bei niedrigen Investitionen und etwas höherem Futteraufwand, ist aber aufgrund der flächenmäßig ungleichmäßigen Kot- und Harnverteilung weniger umweltverträglich als die Stallhaltung.

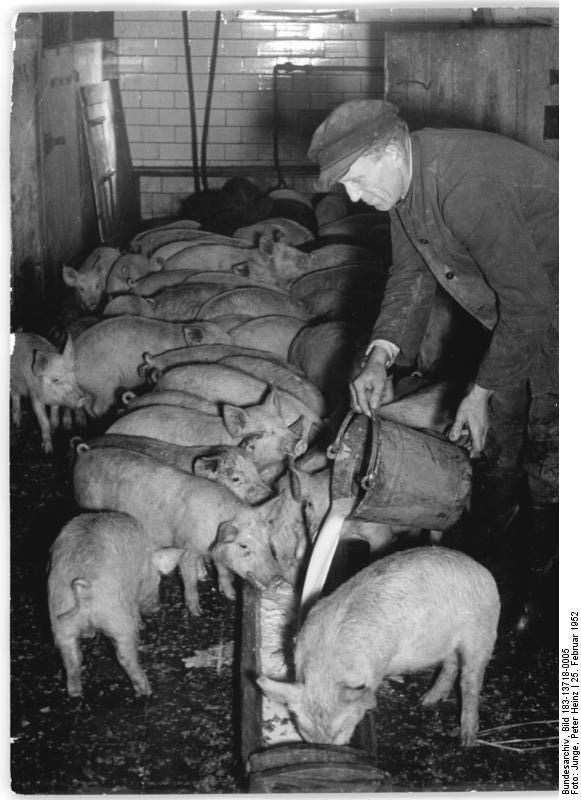
Ferkelaufzucht 1952

### Ferkelaufzucht
Die wichtigste Kennzahl der Ferkelerzeugung ist die Zahl der je Sau und Jahr aufgezogenen Ferkel. Je niedriger die Ferkelzahl und je länger der Zeitabstand zwischen den Würfen, desto stärker wird das einzelne Ferkel mit den Festkosten der Sau (Erhaltungsfutter, Gerätekosten, Strom, Tierarzt, Deckgeld usw.) belastet. Eine Jungsau wird optimalerweise ab dem 230. Lebenstag bei einem Gewicht von 130 kg durch Natursprung oder Künstliche Besamung (in den USA etwa 60 %) erstmals gedeckt. Verbreitet wird heute Gruppenabferkelung betrieben, wobei in 1- bis 4-wöchigem Rhythmus gedeckt und abgesetzt wird. Die Vorteile liegen in Arbeitseinsparung, Gruppenrausche, gezielter Geburtsüberwachung und Impfterminen, höherer Aufzuchtleistung (Wurfausgleich), Unterbrechung von Infektionsketten und größeren Ferkelpartien. Nachteile sind der höhere Stallplatzbedarf durch das Führen mehrerer Herden und die höhere Eberbelastung, wenn natürlicher Deckakt erfolgt.
Um die Fruchtbarkeit der Sauen zu erhöhen und die Tragzeit der Tiere eines Betriebes zu synchronisieren (damit die Ferkel zur gleichen Zeit geboren werden), werden in der intensiven Haltung häufig PMSG-haltige Präparate gespritzt. PMSG ist ein Sexualhormon, das aus dem Blutserum trächtiger Pferde gewonnen wird.
Während der Trächtigkeit werden die Sauen meist in Gruppen gehalten und Einzelfressplätzen zugewiesen, was eine gezielte Nährstoffversorgung je nach Alter, Ernährungszustand und Trächtigkeitsstadium erlaubt sowie Verletzungen durch andere Sauen unterbindet. Während Jungsauen während der Trächtigkeit weiter zunehmen sollen, sollen Altsauen nach der Geburt hingegen etwa dasselbe Gewicht wie vor der Trächtigkeit bewahren („fit, nicht fett“). Die Rationen sind daher etwas energiereduziert mit höheren Ballaststoffgehalten und höherer Wasserkapazität.
Die neugeborenen Ferkel verbleiben bei der Mutter, bis sie etwa 5–7 kg schwer werden. Neben Kastrationen werden Impfungen durchgeführt. Ab der zweiten Woche werden die Ferkel bereits an Kraftfutter gewöhnt, auch um die für eine optimale Leistung zunehmend unzureichende Milchproduktion der Sau auszugleichen. Für die vollständige Rückbildung der Gebärmutter benötigt die Sau etwa drei Wochen, wonach die Ferkel entwöhnt werden und die Sau erneut angepaart wird, um mindestens zwei Würfe pro Jahr und Sau zu erreichen.

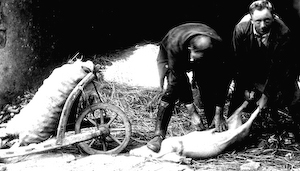
Kastration eines Schweins

Ferkelkastrationen werden durchgeführt, da das Fleisch von Ebern in 3 – 10 Prozent der Fälle einen unangenehmen Geruch (durch Androstenon und Skatol) entwickelt und nur noch zur Trockenfleisch- oder Salamiproduktion geeignet wäre.
Die Kastrationen werden meist in den ersten Lebenstagen der männlichen Ferkel durchgeführt. Die Ferkelbetäubungssachkundeverordnung vom 8. Januar 2020 (BGBl. I S. 96) regelt die Durchführung der Betäubung von unter acht Tage alten männlichen Schweinen (Ferkel) zum Zweck der Kastration durch andere sachkundige Personen als Tierärzte einschließlich der Anforderungen an die Sachkunde dieser Personen sowie an das Verfahren der Kastration unter der Betäubung. Bis 13. Juli 2013 nahm § 5 Abs. 2 Nr. 1a des deutschen Tierschutzgesetzes von der Betäubung aus, bis spätestens Ende 2020 galt noch übergangsweise § 21 Abs. 1 des deutschen Tierschutzgesetzes, nach der schmerzstillende Tierarzneimittel anzuwenden sind. In der Schweiz müssen die Ferkel bei der Kastration seit 2010 betäubt werden. Teilweise gibt es schon Lösungen, da zum Beispiel die deutschen Erzeuger, die dem QS-System angehören, eine Kastration nur noch unter Betäubung bzw. nach Gabe schmerzstillender Arzneimittel vornehmen dürfen.
In Österreich werden wie in vielen anderen Ländern männliche Ferkel in konventioneller Landwirtschaft ohne Betäubung kastriert. Eine Schmerzmittelgabe ist in Österreich verpflichtend. Die österreichische Bio-Branche hat sich im Juli 2018 darauf geeinigt, Schweine, die im Lebensmitteleinzelhandel vermarktet werden, nur mehr unter Narkose zu kastrieren.
Das Kupieren von Schwänzen ist eine Standardmaßnahme, um dem Kannibalismus vorzubeugen. Da im letzten Drittel des Schwanzes keine oder kaum Nerven vorhanden sind, bemerken die Schweine zunächst oft nicht, dass ein Artgenosse an seinem Schwanz kaut. Gute Haltungsbedingungen können Probleme im Vorfeld minimieren, meist reichen verbesserte Klimabedingungen oder einfaches Beschäftigungsmaterial wie Ketten oder Holzstücke, an denen die Tiere herumkauen können, um Problemen mit Kannibalismus vorzubeugen.
Bei Ferkeln werden die Eckzähne abgeschliffen, um Verletzungen durch Bisse unter den Ferkeln selbst beziehungsweise am Gesäuge der Muttersau vorzubeugen. Eine Betäubung wird beim Abschleifen nicht vorgenommen. Allerdings stellt es für die Ferkel einen schmerzhaften Eingriff dar, der durch unter Umständen eintretende Nebenwirkungen auch zu Leistungsminderungen führen kann. Eine standardmäßige Durchführung des Abschleifens bei allen Ferkeln entspricht nicht dem Tierschutzgesetz. Gemäß § 5 TierSchG darf ein solcher Eingriff lediglich als Folge einer Indikation im Einzelfall, etwa bei Vorliegen einer Verletzung der Sau oder der Wurfgeschwister, erfolgen. In der Praxis erfolgt das Abschleifen oft.

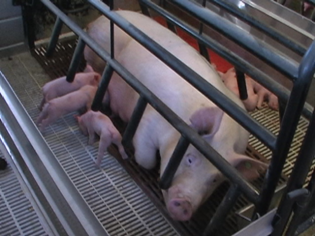
Sau mit Ferkeln im modernen Kastenstand

Ferkelführende Sauen werden in Kastenständen mit eingebautem Futtertrog und Ferkelschutzkorb gehalten. Der Ferkelschutzkorb dient vor allem dazu, Erdrückungsverluste zu vermeiden. Neben dem 65–70 cm breiten Liegebereich der Sau befindet sich der 60–80 cm breite Aufenthaltsraum der Ferkel (mit Ferkelnest, Ferkelfuttertrog und eigener Tränke), auf der anderen Seite ein ca. 40 cm breiter Fluchtbereich für die Ferkel. Das Ferkelnest wird oft zum besseren Schutz der Ferkel durch ein spezielles mobiles Elektrogerät, den sogenannten Ferkelbläser, ergänzt.
Eine Einstreu der Abferkelbucht ist möglich und bietet vor allem für die Ferkel Vorteile, ist jedoch schwieriger zu reinigen (Festmistverfahren). Eine einstreulose Abferkelbucht bietet arbeitswirtschaftliche Vorteile; sie muss im Winter ständig fußbodenbeheizt werden. Der Boden ist dabei teilweise perforiert, muss aber gleichzeitig Trittsicherheit gewährleisten (Flüssigmistverfahren).

### Mast
25 bis 28 kg schwere Ferkel werden nach der Aufzucht bis zur Schlachtreife von 110 bis 125 kg gemästet. Die zentrale Kennziffer bei der Mast sind die Tageszunahmen, da diese die Gebäude-, Strom- und Arbeitskosten pro Tier beeinflussen. Erfolgreiche Betriebe erreichen mehr als 850 g. Bei der Mast soll vor allem Eiweiß angesetzt werden. Entsprechend hoch sind die Anforderungen an die Menge und Qualität des Eiweißes im Futter. Die Versorgung mit essentiellen Aminosäuren ist wichtig. Tier- und Fischmehl sind hierfür optimal, jedoch ist Tiermehl in einigen Ländern wie in der EU verboten, und Fischmehl ist relativ teuer. Der wichtigste Eiweißlieferant ist auch daher Sojaextraktionsschrot, das ebenfalls eine günstige Aminosäurezusammensetzung aufweist; 99 Prozent der Mastschweine in Deutschland werden mit gentechnisch verändertem Soja gefüttert. Ackerbohnen, Erbsen und Rapsextraktionsschrot werden auch eingesetzt, sind jedoch schlechter geeignet. Grundfuttermittel zur Kalorienversorgung sind Getreide wie Weizen, Mais und Gerste. Hackfrüchte wie Kartoffeln oder Rüben, Maiskörnerprodukte (z. B. Körnermaissilage), Magermilch, Molke, Schlempe, Biertreber und Küchenabfälle werden ebenfalls gefüttert, sind jedoch nicht optimal. Die Verfütterung von Kontaktsuppe (mit Infektionserregern versetzte Nahrung, die das Immunsystem anregt) gilt als nicht mehr zeitgemäß.

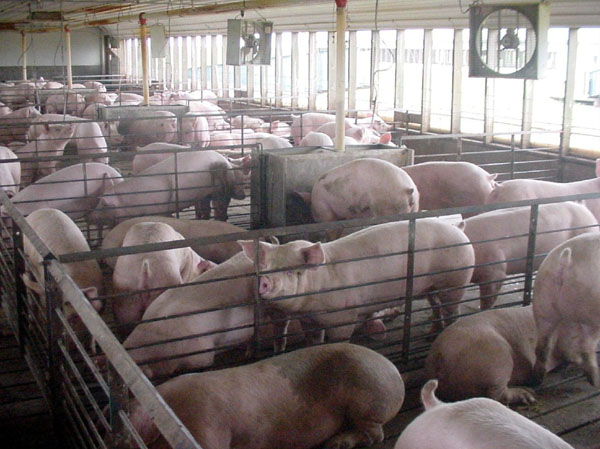
Schweine im Megastall, concentrated animal feeding operation (CAFO), USA

Der auf Leistungsmaximierung und Arbeitsaufwandsminimierung ausgelegte Maststall sollte gut gelüftet und isoliert sein. Die Besatzdichte darf nicht zu gering ausfallen, um Rangkämpfe unter den Schweinen zu vermeiden. In der Hauptmast werden etwa ein Dutzend Tiere in einer Bucht gehalten. Die populärste, da arbeitsminimierende, Aufstallungsform ist  die dänische Aufstallung, die gekennzeichnet ist durch einen Trog, der so lang wie der Stall ist und von keiner Tür unterbrochen wird, so dass alle Schweine gleichzeitig fressen können. Dahinter sind die etwa 150 cm tiefen Liegeflächen durch Trennwände für die verschiedenen Buchten abgeteilt. Von der Liegefläche gelangen die Tiere in den ca. 125 cm breiten Mistgang, der durch Schließen der Liegeflächenzugänge gereinigt werden kann. Der Teilspaltenboden besitzt als Weiterentwicklung der dänischen Aufstallung im Mistgang 2 cm breite Spalten zum Durchtreten des Kots.

### Haltungsqualität
Schweine verbringen als Wildtiere 70 % ihrer Zeit mit der Nahrungssuche und -aufnahme. An der Stallhaltung wird bemängelt, dass die Tiere ihrem typischen Verhalten, beispielsweise der Körperpflege, dem Sozialverhalten, dem Erkunden sowie Wühlen und Scharren, je nach Stallbeschaffenheit nur eingeschränkt nachkommen können. Verhaltensstörungen, die die Schweine als Folge entwickeln können, sind unter anderem Leerkauen, Stangenbeißen und Trauern, Schwanz- beziehungsweise Ohrenbeißen und Kannibalismus. Diesem Verhalten kann man versuchen durch die Gabe von Stroh und anderer Beschäftigungsmaterialien entgegenzuwirken. Die entsprechende besondere Haltungsqualität im Bereich der Schweineproduktion ist in der Bioschweinehaltung in der ökologischen Landwirtschaft zu finden. Bio-Schweine dürfen nicht auf Vollspaltenböden gehalten werden. Eine Einstreu und zumindest ein befestigter Auslauf sind verpflichtend. Ein Freilauf auf eine Weide ist nicht vorgeschrieben.
Der im Januar 2016 veröffentlichte Fleischatlas der Heinrich-Böll-Stiftung zeigt, dass die Zahl der Schweinemast-Betriebe in Deutschland während der vergangenen 20 Jahre drastisch gesunken ist. Zugleich stieg die Gesamtproduktion enorm. Seit 1994 gaben neun von zehn Mästern auf, die Zahl der Betriebe ging auf 27.000 zurück. Unterdessen nahm dank zahlreicher Großbetriebe mit über 50.000 Tieren die jährliche Schweinefleischerzeugung um fast 50 Prozent von 3,7 Millionen Tonnen auf 5,5 Millionen Tonnen zu. Dabei wurden in den Mastbetrieben wiederholt erhebliche Verstöße gegen das Tierschutzgesetz festgestellt, auch in der Schweiz.

## Schlachtung

### Preis
Durch effektivere Massentierhaltung entstand in Deutschland eine Überproduktion, die teilweise zum Export genutzt wird. So wurden im 1. Halbjahr 2020 870.700 Tonnen Schweinefleisch im Wert von 2,4 Milliarden Euro exportiert, hauptsächlich nach China und Italien. Das Überangebot führt aber auch zu einem Niedrigpreis im Inland. Im März 2020 wurden für ein Ferkel 80 Euro gezahlt. Dieser Preis sank im November 2020 auf nur noch 27 Euro bedingt durch die eingeschleppte Afrikanische Schweinepest (Exportstopp) und coronabedingt durch Engpässe in Schlachthöfen (Schließungen) sowie sinkende Nachfrage (ausfallende Veranstaltungen).

### Rückverfolgbarkeit
In der Schweiz werden Stimmen laut, die eine Rückverfolgung des Fleisches fordern. Eine elektronische Ohrmarke kann zu einer effizienten Rückverfolgbarkeit von Schweinen beitragen.

## Rechtliche Grundlagen
Vom Mittelalter bis in die Neuzeit war die Schweinemast in Wäldern über das Mastungsrecht definiert.
In Deutschland wird die Haltung von Schweinen durch den zweiten Abschnitt (§§ 2, 2a und 3) des Tierschutzgesetzes (TierSchG) sowie durch die Tierschutz-Nutztierhaltungsverordnung (TierSchNutztV) und die Schweinehaltungshygieneverordnung geregelt.
Konkret ist beispielsweise in der TierSchNutztV festgelegt, dass nach dem 4. August 2006 in Betrieb genommene Ställe einen Tageslichteinfall von mindestens drei Prozent der Stallgrundfläche aufweisen müssen, es sei denn, dies ist aufgrund von Bautechnik und Bauart nicht möglich (§ 22). Ferner wird der Platzbedarf von sog. Zuchtläufern und Mastschweinen geregelt. Tieren mit einem Körpergewicht zwischen 30 und 50 kg stehen 0,5 m² an uneingeschränkt nutzbarer Bodenfläche zu, Tieren zwischen 50 und 110 kg 0,75 m² und Tieren über 110 kg 1,0 m² (§ 29).
Ein Urteil aus dem Jahr 2015 stellt fest, dass die bestehenden Kastenstände bereits seit 1992 nicht den Anforderungen der Haltungsverordnung entsprechen. Die Haltungsverordnung besagt, dass „Schweine in Seitenlage ihre Gliedmaßen ungestört ausstrecken können müssen“.
In Österreich sind die wesentlichen rechtlichen Grundlagen für Schweinehaltung die 1. Tierhaltungsverordnung und das Tierschutzgesetz. Die Tierhaltungsverordnung definiert allgemeine Haltungsvorschriften für Schweine, besondere Haltungsvorschriften für Sauen und Jungsauen, Saugferkel, Absatzferkel, Mastschweine und Zuchtläufer, Eber und Miniaturschweine. Das Tierschutzgesetz definiert allgemeine Bestimmungen zum Umgang und zur Haltung von Tieren sowie besondere Bestimmungen, die Vollziehung und Straf- und Schlussbestimmungen.

## Kritik
Kritik von Tierschützern verweist auf aus deren Sicht erhebliche Missstände bei der Schweineproduktion in zahlreichen Großzuchtanlagen, auf die mangelhaften Kontrollen der zuständigen Ämter sowie auf die Haltung der politischen Verantwortungsträger. Eine Verbraucherumfrage aus dem Jahr 2016 ergab, dass Fleischkonsumenten die enge Tierhaltung und den Mangel an Beschäftigungsmöglichkeiten der Tiere als problematisch betrachten.
Obwohl eine Mehrheit der Verbraucher eigenen Angaben zufolge Tierschutz als wichtig erachtet, ist weniger als 1 % des verkauften Schweinefleisches in Deutschland aus einer Bio-Tierzucht.

## Bekannte Betriebe
- In der DDR wurde 1970 ein mehrstöckiger Mastbetrieb eröffnet, das sogenannte Schweinehochhaus. Es ist seit 2018 nicht mehr in Betrieb.[43]
- Die Schweinezuchtanlage Alt Tellin in Mecklenburg-Vorpommern, eine Anlage des größten deutschen Ferkelerzeugers LFD Holding, wurde vor allem durch den Großbrand am 30. März 2021 bekannt, bei dem ungefähr 50.000 Sauen und Ferkel den Tod fanden.